# Sacoor Brothers
Sacoor Brothers, por vezes apenas Sacoor é uma marca portuguesa de alta-costura, prêt-à-porter, joalharia e perfume fundada em 1989.

## História
Fundada pelos irmãos Malik, Moez, Rahim e Salim Sacoor, a primeira loja, então chamada "Modas Belize", abriu na Rua Pascoal de Melo, em Lisboa, no dia 15 de novembro de 1989.
Em 1997, abre a sua primeira loja dentro de um centro comercial, no Centro Colombo e, em apenas 15 dias, a Sacoor Brothers vende o stock que previra para 6 meses. A expansão nacional do negócio começou no ano 2000, com a abertura da primeira loja fora de Lisboa, no Norte Shopping.
Em 2006, adota o galgo como seu logotipo, depois de ter tido um plátano por vários anos. No ano seguinte, inicia a sua expansão internacional em Espanha e nos Emirados Árabes Unidos. Em 2014, abrem as lojas de criança e, em 2021, abre a Sacoor Blue, com um público -alvo mais jovem.
A Sacoor conta atualmente com mais de 100 lojas em mais de 15 países.